# Миколаївка (Світлодарська міська громада)
Микола́ївка — село Світлодарської міської громади Бахмутського району Донецької області, Україна.

## Населення
За даними перепису 2001 року населення села становило 16 осіб, з них усі 100 % зазначили рідною українську мову.